# Колтув (ґміна)
Гміна Колтів (пол. Gmina Kołtów) — колишня сільська гміна Золочівського повіту Тернопільського воєводства Польської республіки (1918—1939) , що існувала з 1934 по 1939 роки.Центром ґміни було село Колтів.

1 серпня 1934 року. було створено гміну Колтів у Золочівському повіті. До неї увійшли сільські громади: Хмельова, Колтова, Кругова, Опакова, Руди-Колтівської, Верхобужа.

У 1934 р. територія гміни становила 59,52 км². Населення гміни станом на 1931 рік становило 4 774 особи. Налічувалось 939 житлових будинків.
У 1940 р. Гміна ліквідована у зв'язку з утворенням Золочівського району.